# Saxifraga cintrana
Saxifraga cintrana là một loài thực vật có hoa trong họ Saxifragaceae. Loài này được Kuzinsky ex Willk. miêu tả khoa học đầu tiên năm 1889.